# Pauastvere
Pauastvere är en ort i Estland. Den ligger i Põltsamaa kommun och landskapet Jõgevamaa, i den centrala delen av landet, 110 km sydost om huvudstaden Tallinn. Pauastvere ligger 64 meter över havet och antalet invånare är 141.
Terrängen runt Pauastvere är platt. Runt Pauastvere är det glesbefolkat, med 11 invånare per kvadratkilometer. Närmaste större samhälle är Põltsamaa, 2,7 km sydväst om Pauastvere. Omgivningarna runt Pauastvere är en mosaik av jordbruksmark och naturlig växtlighet.